# Federación de Estudiantes de la Universidad Católica Argentina
La Federación de Estudiantes de la Universidad Católica Argentina (también conocida como Federación de Estudiantes de la UCA o por su acrónimo FEUCA) es una asociación de estudiantes con personería jurídica que reúne y representa a los Centros de Estudiantes de la Universidad Católica Argentina, agremiando a la totalidad de los alumnos de las distintas sedes que la mencionada casa de altos estudios posee en las ciudades de Buenos Aires, Rosario, Paraná, Mendoza y Pergamino, a quienes representa ante las autoridades universitarias y frente a la sociedad en general.
Está gobernada por un órgano gubernamental colegiado, la Comisión Directiva, cuyas autoridades son elegidas por un órgano electoral también colegiado, el Consejo de Transición, permaneciendo en sus funciones por períodos de un año. Además posee un órgano deliberativo, el Consejo de Representantes, en el cual participan todos los Presidentes de los distintos Centros de Estudiantes y los miembros de la Comisión Directiva junto a sus Secretarios y Asesores.
Tras su fundación en 1963, la Federación ha obtenido reconocimiento oficial por parte de la institución universitaria lo cual le ha conferido personería jurídica en los términos de la Ley de Educación Superior de la República Argentina. En el año 2018, la Legislatura de la Ciudad Autónoma de Buenos Aires le entregó un reconocimiento en ocasión de su 55° aniversario, resaltando su destacada labor en pos del gremialismo estudiantil apartidario, la formación de líderes y el bien común.

## Historia

### Antecedentes y Fundación
La FEUCA no sólo es una de las organizaciones estudiantiles más representativas - ya que engloba a más de diecisiete mil alumnos - sino que también es una de las organizaciones más antiguas dentro del movimiento estudiantil de las universidades privadas de la República Argentina. Sus orígenes se remontan al año 1962, cuando los Centros de Estudiantes de la Universidad resolvieron nuclearse en una Federación que los agrupara. El primer estatuto fue aprobado en 1963 y posteriormente reformado en 1968, 1971, 2012, 2017 y 2018.
Tras sus primeros años de existencia, en agosto de 1967, se celebraron encuentros entre los representantes de los alumnos de las distintas carreras y facultades con la intención de fijar una visión común sobre "la existencia y objetivos de la Federación de Estudiantes de la Universidad", según consta en las actas del Centro de Estudiantes de Derecho (CEDUCA).
Un año después, en el mes de agosto de 1968, los representantes de los Centros de Estudiantes acordaron la redacción de una reforma del estatuto, bajo el nombre de Reglamento Provisorio, con el objetivo de brindar "seriedad y organización" a la institución, que ya se había perfilado como un órgano gremial dentro de la Universidad Católica. La redacción de dicho reglamento fue encomendada por la mesa de representantes al por entonces Presidente del Centro de Estudiantes de Derecho, Ismael Alchourrón, quien presentó un proyecto reglamentario que sería finalmente aprobado por los representantes en septiembre de 1968.

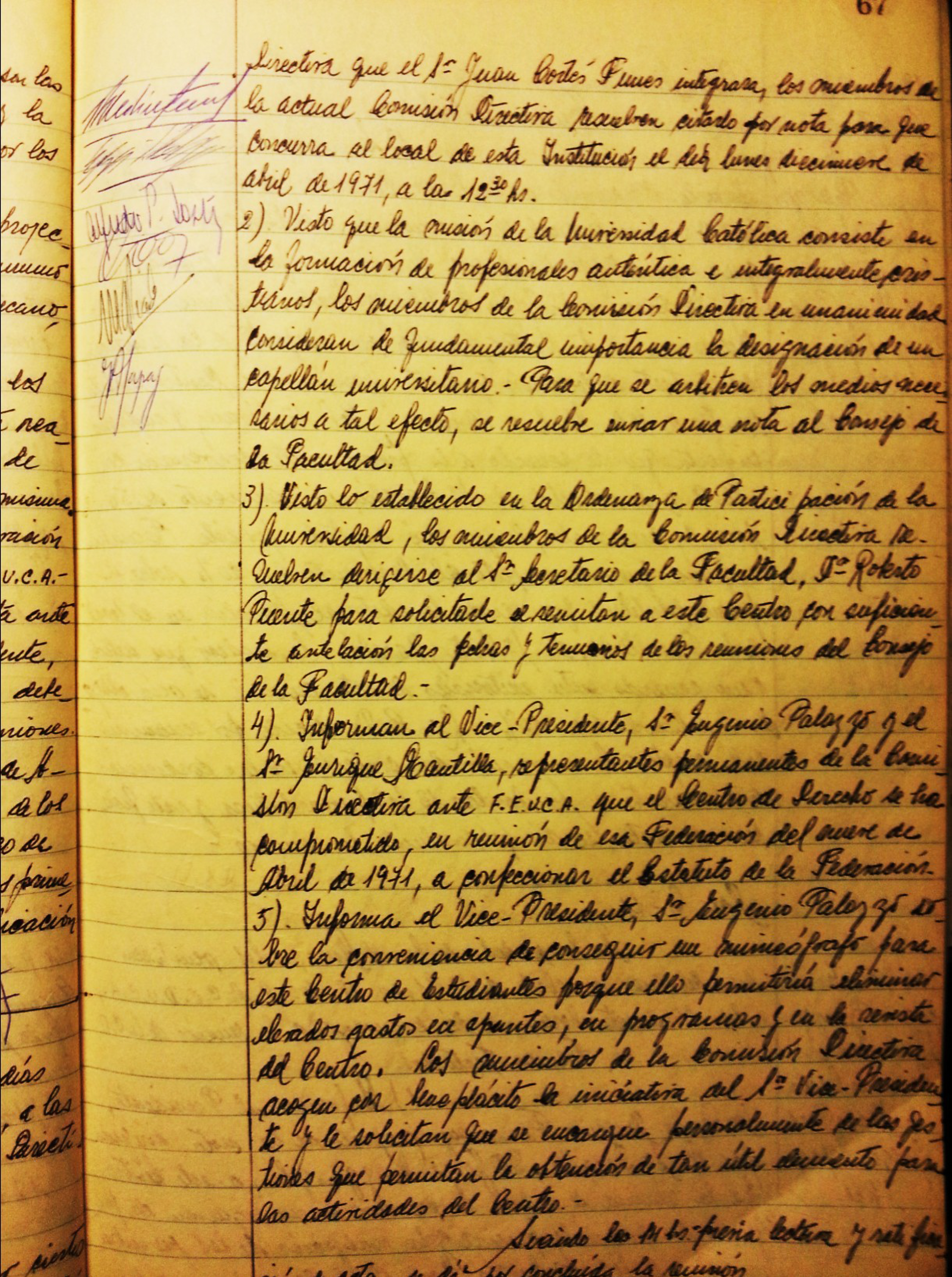
Acta donde consta, en el apartado número cuatro, la redacción del Estatuto de FEUCA en abril de 1971.

Posteriormente, en 1971, la Federación de Estudiantes de la UCA sancionaría un nuevo estatuto organizándose como institución de representación y reunión de los estudiantes y Centros de Estudiantes de la Universidad Católica Argentina. La mesa de representantes encargó al Centro de Estudiantes de Derecho la redacción de un proyecto estatutario y dicho órgano designó para tal tarea a una Comisión Estatuyente integrada por su Vicepresidente, Eugenio Palazzo, junto a dos alumnos de los años superiores de la carrera de abogacía, los señores Jorge Aguilar y Oscar Ferullo, quienes en seis días presentaron el proyecto de estatuto que fue oficialmente aprobado por los representantes de los Centros de Estudiantes en abril de 1971.

### Gestiones
A lo largo de su historia ha generado y promovido distintas iniciativas tanto dentro como fuera de la Universidad, en lo que respecta a actividades de extensión académica, sociales, deportivas y culturales. Además, ha ejercido la representación gremial de la totalidad del alumnado ante las máximas autoridades universitarias, estando también a cargo de la representación orgánica e institucional de los Centros de Estudiantes de todos los campus y sedes.

#### 1970-1980
Luego de la aprobación de sus estatutos fundacionales, la Federación de Estudiantes gestionó ante el Ministerio de Relaciones Exteriores cuatro becas que facilitaron la asistencia de una delegación al VI Congreso de Federaciones de Estudiantes de Universidades Católicas Latinoamericanas (FEUCAL), que se desarrolló del 18 al 22 de mayo en el Distrito Federal, México. Dicha delegación estuvo integrada por los alumnos Raúl Medina Fernández, Juan Manuel Álvarez Prado, Eduardo Arroyo y Jorge Sapag.
A fines del año 1971 los Centros de Estudiantes representados en la FEUCA decidieron tomar medidas en conjunto ante un elevado aumento de aranceles, luego de que el mismo fuera comunicado por el Rectorado de la Universidad. En febrero de 1972, en una nueva reunión mantenida por esta problemática, se resolvió solicitar una audiencia con el Rector Derisi y la Comisión de Presupuesto de la Universidad, la cual se llevó a cabo en marzo de ese mismo año y en donde la Federación consiguió reducir el aumento en un 30 por ciento. La situación económica siguió siendo de especial preocupación para la gestión de la Federación de Estudiantes, y en el mes de junio se acordó con las autoridades universitarias una prórroga en el pago de los aranceles como así también el acceso de la Comisión Directiva al presupuesto de la Universidad, para conocer de primera fuente las razones que originaron los aumentos de ese año. Tras resolverse la situación y a instancias de una propuesta de CEDUCA, fue elevada una carta dirigida a las autoridades de la Comisión Episcopal para la UCA, en la cual se transmitió el malestar del estudiantado frente a la situación acaecida en torno a este asunto.
Tras ello, las autoridades de la Federación de Estudiantes encabezadas por el presidente Ricardo Fox renunciaron a sus mandatos y la misma quedó acéfala, razón por la cual el Secretario General del Centro de Estudiantes de Derecho, Alberto Di Ció, asumió interinamente como Secretario Coordinador con la misión de "reorganizar la institución afectada por la renuncia de sus miembros". En septiembre de ese año, bajo el gobierno interino de Di Ció, la Federación de Estudiantes fue invitada por el Rector, por primera vez en su corta historia, para participar de una Sesión del Consejo Superior de la Universidad. Concluida su tarea de normalización, Di Ció presentó su renuncia indeclinable y el Consejo de Representantes eligió como nuevo Presidente al alumno Jorge Boffi, de la Facultad de Economía, quien sería reelegido para un segundo mandato en 1973.
Al iniciarse la gestión encabezada por Boffi surgió la iniciativa de una reforma estatutaria de la Federación de Estudiantes, decidiéndose consultar respecto a su oportunidad al por entonces Presidente del Centro de Estudiantes de Derecho, Oscar Ferullo, quien había sido miembro de la Comisión Estatuyente presidida por Eugenio Palazzo que había redactado el texto original vigente. Según consta en las actas del Centro de Derecho, Ferullo elevó un dictamen en el cual se manifestó por la negativa y finalmente el proyecto de reforma estatutaria fue desestimado. Durante ese período de gobierno, la FEUCA logró reunir a más de 350 alumnos para colaborar en la colecta anual de las Iglesias de Buenos Aires llevada a cabo durante el mes de mayo, y en el mes de julio participó activamente en las visitas organizadas a 78 colegios en el marco de un programa de difusión de la Universidad Católica Argentina entre estudiantes secundarios. En diciembre de 1973, la Federación encaró tratativas ante la Universidad por un asunto académico que preocupó a los representantes estudiantiles, gracias a las cuales se consiguió mantener a las asignaturas históricas, filosóficas y teológicas como materias obligatorias del curso de ingreso a la UCA.
En octubre de 1974, bajo la presidencia del alumno de la Facultad de Derecho Andrés Chiorrino, la Federación de Estudiantes de la Universidad Católica Argentina participó de un nuevo Congreso de la FEUCAL que se realizó en Guayaquil, Ecuador y ese mismo mes organizó, junto a los Centros de Estudiantes federados, una venta de libros destinada a obtener fondos que permitieron donar más de diez mil pesos en medicamentos para las víctimas del huracán Fifi-Orlene. Otra participación en la FEUCAL tendría lugar en Petrópolis, Brasil, en septiembre de 1976.

#### 1980-1990
En los años siguientes, la FEUCA se destacó por la organización de actividades internas de extensión como así también por el trabajo conjunto y mancomunado con los distintos Centros de Estudiantes de las diferentes carreras y facultades, fortaleciendo la representación gremial e incluyendo participaciones periódicas en el Consejo Superior de la Universidad, las cuales fueron especialmente frecuentes mientras el Rector Monseñor Guillermo Blanco estuvo al frente del gobierno de la Universidad en la década del 80, asistiendo semestralmente a las mismas.

#### 1990-2000
El 27 de marzo de 1992 fueron elegidas las autoridades de la Federación de Estudiantes para ese período de gobierno, quedando encabezada por el presidente Eduardo D'Empaire de la Facultad de Derecho. Durante esa gestión la Federación se centró en tareas de fortalecimiento institucional y creó las Secretarías de Cultura, Actividades Religiosas, Deportes y Presupuesto, además de aquellas de Asuntos Institucionales, Asuntos Académicos y Prensa y Difusión. Además se mantuvieron reuniones y se establecieron relaciones con la totalidad de las autoridades universitarias. La FEUCA instaló su sede en el Ateneo de la Juventud de la calle Riobamba 165, dejando de operar en la sede de la calle Juncal 1912. Dicha sede fue oficialmente inaugurada el 2 de junio con la presencia del Rector Monseñor Blanco, quien dio la bendición. En ese acto el Secretario Académico Ernesto Parselis donó un documento papal con el cual se inauguró la Biblioteca de la Federación de Estudiantes. El Centro de Estudiantes de Derecho, por su parte, donó una colección de 28 números de la revista Prudentia Iuris.
Ese mismo año se establecieron relaciones con la Agencia Informativa Católica Argentina (AICA), para difundir las actividades y labores de la Federación de Estudiantes a través de dicho medio informativo y se acordaron reuniones bimestrales con el Consejo de Administración de la Universidad para el seguimiento de los asuntos económicos de injerencia en la vida estudiantil. Paralelamente, la FEUCA auspició la jornada "La nueva evangelización: historia y desafíos" que fue organizada por la Vicaría Episcopal para la Juventud de la arquidiócesis de Buenos Aires en el marco del 500 aniversario del descubrimiento de América.
En el marco de la adquisición de cuatro docks en el barrio porteño de Puerto Madero (sobre la Avenida Alicia Moreau de Justo entre Azucena Villaflor y Rosario Vera Peñaloza) para la instalación de un nuevo campus universitario, las autoridades de la Federación de Estudiantes y los Presidentes de los Centros de Estudiantes asistieron al acto oficial en el cual la Universidad Católica Argentina firmó la opción de compra de dichos terrenos destinados al traslado del Rectorado y diversas Facultades de la institución. En 1994 la Federación fue testigo de la inauguración del Edificio Santo Tomás Moro del nuevo campus y dos años después, en 1996, del Edificio San Alberto Magno en el cual terminaría teniendo su sede años después.

#### 2000-2010
En 2002 se consolidó tras unos períodos de merma en su actividad, y durante ese año se llevaron a cabo distintas actividades internas de representación y externas de acción social.
En 2003 fueron aprobados los nuevos Estatutos de la Universidad, manteniéndose vigente la Ordenanza VIII y su reglamentación, que le asegura el derecho a participar en la Comisión de Asuntos Estudiantiles del Consejo Superior de la UCA.
En 2005 los Centros de Estudiantes nucleados en la Federación de Estudiantes promovieron un fuerte reclamo conjunto ante los elevados aumentos en los aranceles y ese mismo año la FEUCA consiguió erigirse como co-organizadora de las olimpíadas InterUCA, actividad anual de carácter social y deportivo que reúne a los alumnos de las distintas Sedes de la Universidad durante un día del mes de septiembre para la realización de actividades recreativas y deportivas, compitiendo los alumnos en distintas disciplinas en representación de sus Centros de Estudiantes.

#### 2010-actualidad
En 2011 organizó distintas actividades, destacándose las Jornadas relativas a las Elecciones Legislativas de ese año y el Programa de Liderazgo Político y Social "Santa Juana de Arco".

##### Gestión 2012

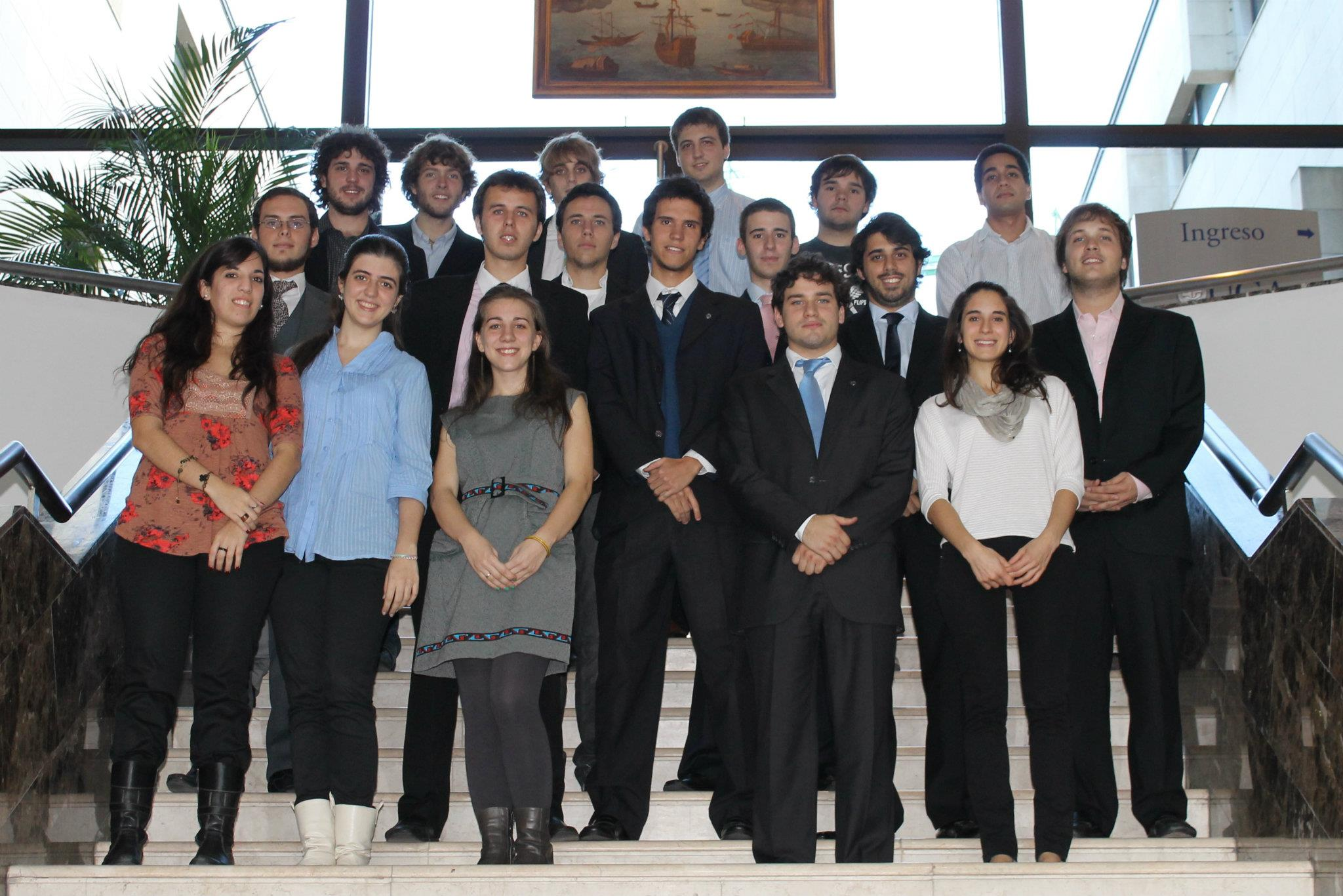
Funcionarios de la Federación y Centros de Estudiantes de la UCA - Gestión 2012.

En 2012 la Federación, cuya Comisión Directiva fue integrada por el presidente Pedro Gentico de la carrera de Ciencias Políticas, el Secretario General Facundo Maza de la carrera de Derecho y la Tesorera Evelyn Caro de la carrera de Ciencias Económicas, encaró un proceso de relanzamiento y fortalecimiento institucional,
para conseguir la plena reactivación funcional de sus órganos y la mejora integral de los distintos Centros de Estudiantes ya constituidos como así también la reapertura o fundación de Centros de Estudiantes en las carreras y facultades en las cuales los mismos se encontraban acéfalos o bien nunca habían sido fundados.
En el marco de este proceso de institucionalización y crecimiento la Federación de Estudiantes promovió la reforma integral de los estatutos de los organismos de representación estudiantil de la Universidad, constituyendo una Comisión Reformadora encargada de redactar y presentar dos proyectos estatutarios para actualizar el Estatuto de la Federación y el Estatuto General de los Centros de Estudiantes. Dichos proyectos fueron oficialmente presentados ante el Consejo de Representantes y posteriormente aprobados por este órgano en el mes de mayo. Inmediatamente después los estatutos reformados fueron elevados al Consejo Superior de la Universidad, que les otorgó su aprobación en la sesión del 11 de agosto, dándole así el reconocimiento necesario para su plena entrada en vigencia. También tuvo lugar la apertura de canales de difusión (sitio web, Facebook y Twitter), y se adoptó una postura de diálogo y cooperación con los miembros del Rectorado, en tanto que se presentó un Proyecto Institucional que estableció los principales lineamientos de acción que la Federación debería mantener en el mediano plazo al margen de los cambios en su gobierno.
En el plano internacional, FEUCA participó con una delegación en el II Encuentro Latinoamericano de Estudiantes de Universidades Católicas (ELEUC) organizado por la Federación de Estudiantes de la Pontificia Universidad Católica de Chile en la ciudad de Santiago los días 31 de mayo, 1 y 2 de junio, en el marco del cincuentenario del Concilio Vaticano II. La comitiva, que estuvo integrada por el presidente Pedro Gentico, el Secretario General Facundo Maza, la tesorera Evelyn Caro, el Secretario Legal y Técnico Guillermo Chas, el Secretario de Información Marcelo Bizantino, y los alumnos Nicolás Sacheri del Centro de Estudiantes de Ingeniería y Adriana Bértola del Centro de Estudiantes de Psicopedagogía, participó en las comisiones de trabajo sobre Gobierno de las Universidades Católicas a la luz de la constitución apostólica Ex Corde Ecclesiae, Trabajo y Dignidad Humana, Ética, Rol de la Universidad Católica en la Democracia, Política y Formación Ciudadana, y Sustentabilidad y Programas de Desarrollo en las Universidades Católicas.
En el marco del ELEUC, la Federación también firmó acuerdos de cooperación internacionales con Federaciones y Centros de Estudiantes de distintas universidades de Uruguay, Bolivia, Chile, Ecuador, Colombia y Paraguay, incluyendo a la Universidad Católica de Asunción, la Pontificia Universidad Javeriana, la Universidad Católica Andrés Bello, la Universidad Católica de Quito, la Universidad Rafael Landívar, la Universidad Católica de la Santísima Concepción y la Universidad Católica Boliviana San Pablo.
En el mes de agosto la Federación reabrió el Centro de Estudiantes de Lenguas, que había permanecido cerrado por más de dos décadas, designando a sus autoridades para consolidar dicha refundación. Además, coorganizó la 8.ª edición de las Olimpíadas InterUCA destacándose su influencia para convertir a esta en una de las más concurridas de la historia, participó activamente en la Jornada "Mundo Universitario" en la cual más de 1.500 alumnos de colegios secundarios pudieron experimentar una experiencia universitaria real, fue parte de la Jornada de Evaluación de Actividades de Compromiso Social y organizó la primera edición de los Premios Monseñor Derisi a la Gestión de los Centros de Estudiantes.
En el ámbito externo, tuvo presencia en el marco de las discusiones por la despenalización del aborto y apoyó una iniciativa para promover la candidatura de Abel Albino, fundador de CONIN, al Premio Nobel de la Paz.
| Comisión Directiva y Gabinete de la Gestión 2012 de FEUCA | Comisión Directiva y Gabinete de la Gestión 2012 de FEUCA | Comisión Directiva y Gabinete de la Gestión 2012 de FEUCA                         | Comisión Directiva y Gabinete de la Gestión 2012 de FEUCA |
| --------------------------------------------------------- | --------------------------------------------------------- | --------------------------------------------------------------------------------- | --------------------------------------------------------- |
| Cargo                                                     | Titular                                                   | Período                                                                           | Carrera                                                   |
|                                                           |                                                           |                                                                                   |                                                           |
| Presidente                                                | Pedro A. Gentico                                          | 15 de febrero de 2012 - 1 de marzo de 2013                                        | Ciencias Políticas                                        |
|                                                           |                                                           |                                                                                   |                                                           |
| Secretario General                                        | Facundo Maza                                              | 15 de febrero de 2012 - 1 de marzo de 2013                                        | Derecho                                                   |
|                                                           |                                                           |                                                                                   |                                                           |
| Tesorera                                                  | Evelyn Caro                                               | 15 de febrero de 2012 - 1 de marzo de 2013                                        | Ciencias Económicas                                       |
|                                                           |                                                           |                                                                                   |                                                           |
| Secretario de Comunicación                                | Guillermo Chas Vacante                                    | 1 de marzo de 2012 - 13 de junio de 2012 13 de junio de 2012 - 1 de marzo de 2013 | Derecho -                                                 |
|                                                           |                                                           |                                                                                   |                                                           |
| Secretario de Información y Beneficios                    | Marcelo Bizantino                                         | 1 de marzo de 2012 - 1 de marzo de 2013                                           | Ciencias Económicas                                       |
| Secretaria de Compromiso Social                           | Belén Zanzi Adriana Bértola                               | 1 de marzo de 2012 - 13 de junio de 2012 13 de junio de 2012 - 1 de marzo de 2013 | Psicopedagogía Psicopedagogía                             |
| Secretaria de Análisis Histórico                          | Ana Testard                                               | 1 de marzo de 2012 - 1 de marzo de 2013                                           | Historia                                                  |
| Secretario Legal y Técnico                                | Guillermo Chas                                            | 13 de junio de 2012 - 1 de marzo de 2013                                          | Derecho                                                   |

| Centros de Estudiantes de la UCA en 2012 | Centros de Estudiantes de la UCA en 2012 | Centros de Estudiantes de la UCA en 2012 | Centros de Estudiantes de la UCA en 2012 |
| ---------------------------------------- | ---------------------------------------- | ---------------------------------------- | ---------------------------------------- |
| Centro de Estudiantes                    | Presidente                               | En el cargo desde                        | Campus                                   |
|                                          |                                          |                                          |                                          |
| Derecho                                  | Alberto Czernikowski                     | 1 de febrero de 2012                     | Puerto Madero                            |
|                                          |                                          |                                          |                                          |
| Ciencias Económicas                      | Agustina Bodino                          | 1 de febrero de 2012                     | Puerto Madero                            |
|                                          |                                          |                                          |                                          |
| Ciencias Políticas                       | Martín César                             | 1 de febrero de 2012                     | Puerto Madero                            |
|                                          |                                          |                                          |                                          |
| Filosofía                                | Guillermo Barber Soler                   | 1 de febrero de 2012                     | Puerto Madero                            |
|                                          |                                          |                                          |                                          |
| Letras                                   | María Ricoveri                           | 1 de febrero de 2012                     | Puerto Madero                            |
|                                          |                                          |                                          |                                          |
| Historia                                 | Agustín Caro                             | 1 de febrero de 2012                     | Puerto Madero                            |
|                                          |                                          |                                          |                                          |
| Ingeniería                               | Nicolás Sacheri                          | 1 de febrero de 2012                     | Puerto Madero                            |
|                                          |                                          |                                          |                                          |
| Comunicación Social                      | Pablo Canda                              | 1 de febrero de 2012                     | Puerto Madero                            |
|                                          |                                          |                                          |                                          |
| Psicología                               | Paula Schiaffino                         | 1 de febrero de 2012                     | Puerto Madero                            |
|                                          |                                          |                                          |                                          |
| Psicopedagogía                           | Stefanía Martínez León                   | 1 de febrero de 2012                     | Puerto Madero                            |
|                                          |                                          |                                          |                                          |
| Música                                   | Tomás Iudicissa                          | 1 de febrero de 2012                     | Puerto Madero                            |
|                                          |                                          |                                          |                                          |
| Teología                                 | Nicolás Devoli                           | 1 de febrero de 2012                     | Villa Devoto                             |
|                                          |                                          |                                          |                                          |
| Ciencias Agrarias                        | Matías Lerda                             | 1 de febrero de 2012                     | Colegiales                               |
|                                          |                                          |                                          |                                          |
| Derecho (R)                              | Santiago Brunel                          | 1 de febrero de 2012                     | Rosario                                  |
|                                          |                                          |                                          |                                          |
| Ciencias Económicas (R)                  | Andrés Vidaurreta                        | 1 de febrero de 2012                     | Rosario                                  |
|                                          |                                          |                                          |                                          |
| Derecho (P)                              | Pablo Dimier                             | 1 de febrero de 2012                     | Paraná                                   |

##### Gestión 2013

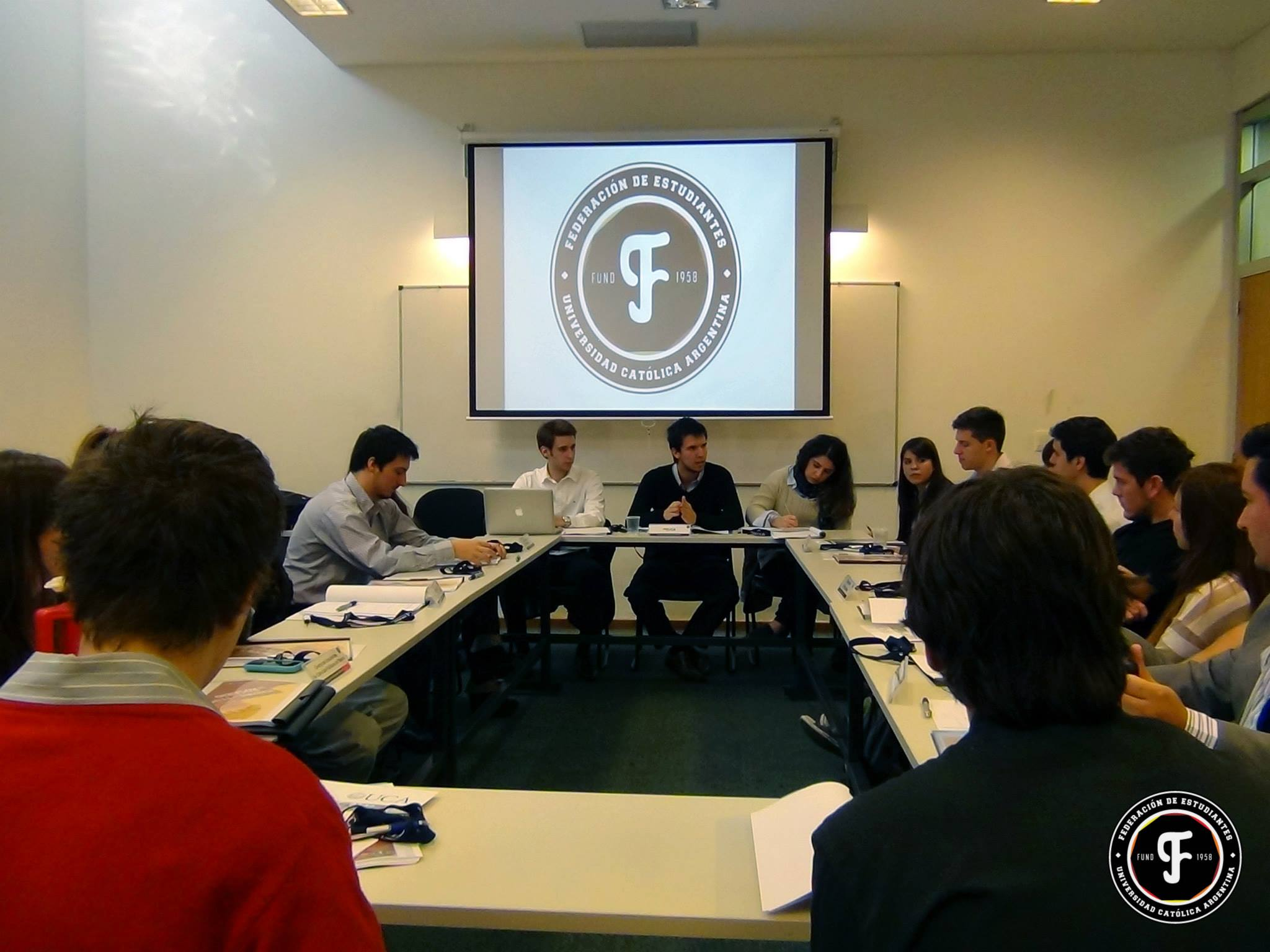
Plenario entre FEUCA y los Centros de Estudiantes del Interior del País en agosto de 2013, Campus de Rosario.

El 1 de febrero de 2013, el Consejo de Transición eligió a las autoridades de la Comisión Directiva para el período de gestión correspondiente a ese año − el quincuagésimo de la historia de la Federación −, resultando electos el presidente Pedro Gentico de la carrera de Ciencias Políticas (reelegido), el vicepresidente Nicolás Sacheri de la carrera de Ingeniería, el Secretario General Ramiro Muela de la carrera de Ciencias Políticas y el Tesorero Marcelo Bizantino de la carrera de Ciencias Económicas.
En ocasión de la elección del cardenal Jorge Mario Bergoglio, Gran Canciller de la UCA, como papa Francisco, participó en la organización de actividades de celebración por ese hecho histórico. Por segunda vez, coorganizó - al igual que en 2011 - el Programa de Liderazgo Político y Social UCA que comenzó el 10 de abril.
Ese mismo año la Federación encabezó un fuerte reclamo, con la aprobación unánime de los Centros de Estudiantes que la integran, por los precios abusivos de los servicios concesionados, especialmente las fotocopiadoras universitarias. Dicho reclamo, que incluyó una presentación formal ante las máximas autoridades universitarias, fue acompañado de la elaboración y publicación de un informe comparativo entre más de treinta fotocopiadoras universitarias de la Ciudad de Buenos Aires, el interior de Argentina y otros países de América Latina, en el cual se demostró que uno de los concesionarios que operan dentro del Campus principal de la Universidad tenía el precio más elevado de entre todos los concesionarios relevados de Latinoamérica y tuvo una fuerte difusión que incluyó más de 5000 lecturas en Scribd en los dos primeros días tras su publicación.
Además, se realizó una campaña de información y concientización al alumnado que tuvo lugar dentro del Campus Puerto Madero y que contó con un importante acompañamiento a través de las redes sociales. Luego de una serie de hechos de inseguridad que tuvieron lugar en las instalaciones de la sede central, la Federación de Estudiantes trabajó en la realización de campañas de prevención entre el alumnado, y presentó reclamos formales ante las máximas autoridades para que se atendiera responsablemente esta situación de alta gravedad.
Otro asunto gremial de gran trascendencia que fue encarado durante esta gestión estuvo relacionado con una problemática ocurrida en torno a la mora en el pago de las cuotas mensuales y la imposibilidad de rendir exámenes finales. Esta problemática tuvo su origen por una violación a lo dispuesto en las Ordenanza VII Sección A (sobre escolaridad) y Ordenanza XII (sobre aranceles). Durante el turno de exámenes finales de los meses de junio y julio de 2013 los alumnos que no tenían pago el último mes vencido se vieron imposibilitados de rendir exámenes finales por una decisión de las autoridades universitarias que se contradecía con las disposiciones vigentes en las citadas ordenanzas según las cuales los alumnos podían rendir exámenes mientras revistieran la condición de alumno regular que se obtenía aprobando los exámenes parciales y se mantenía mientras la mora en el pago de los aranceles no excediera de sesenta días. Ante esta situación, la Federación de Estudiantes planteó una queja formal ante las autoridades de la Universidad para garantizar que todo alumno que cumpliera con las condiciones antedichas no fuese afectado en su derecho de rendir exámenes finales. Este reclamo estuvo especialmente fundamentado en la necesidad de respetar la política inclusiva de la Universidad para con los alumnos con necesidades económicas temporales (aquellos que por períodos cortos, inferiores a dos meses, se veían imposibilitados de pagar las cuotas), complementando así a la excelente asistencia que reciben los alumnos con necesidades económicas permanentes mediante el sistema de becas y préstamos de honor que posee la UCA.
Durante el mes de agosto la FEUCA participó en la segunda edición de la exposición "Mundo Universitario", que contó con la asistencia de más de 2.500 alumnos de colegios secundarios, disponiendo de un stand donde estudiantes de las distintas carreras que se dictan en la UCA pudieron contar su experiencia como estudiantes a los futuros universitarios. En el marco de dicho evento, el presidente de la Federación junto a miembros de su equipo brindaron charlas públicas y abiertas a los participantes, en las cuales se dialogó sobre los estudios superiores y la participación en la vida universitaria más allá de lo estrictamente académico.
El 30 de agosto se realizó el Primer Plenario FEUCA Interior, que contó con la participación de los Centros de Estudiantes de Derecho, Ciencias Económicas y Química e Ingeniería de la Sede Rosario, Derecho y Ciencias Políticas de la Sede Paraná y con representantes estudiantiles de la Sede Pergamino, además del Centro de Estudiantes de Teología de la Sede Devoto. Dicho plenario marcó un significativo avance en miras a consolidar la participación de los Centros de Estudiantes de carreras que se dictan fuera de la sede central de Puerto Madero.
Durante el mes de septiembre, la Universidad respondió favorablemente ante las gestiones encaradas por la Federación para la publicación abierta de los reglamentos de escolaridad vigentes en todas las unidades académicas, permitiendo de esta forma que los alumnos puedan acceder libremente a las reglamentaciones vigentes en materia académica y administrativa. Al igual que en años anteriores, la Federación de Estudiantes coorganizó la novena edición de las Olimpíadas InterUCA que se realizaron el 18 de septiembre en Parque Sarmiento.
El 18 de noviembre se realizó la II Edición de los Premios Monseñor Derisi a la Gestión de los Centros de Estudiantes y el día 22 de noviembre fue constituido el Consejo de Transición, abriéndose el período para la presentación de listas de candidatos y convocándose a la sesión de votación para el martes 4 de febrero de 2014. Cumplido el plazo de presentación de candidaturas, fueron oficializadas dos listas de candidatos: la Lista 1 "Unidad + Diversidad - Juntos Hacemos Más" integrada por los alumnos Guillermo Chas (Presidente del Centro de Estudiantes de Derecho y Secretario Legal y Técnico de FEUCA), Pablo Castro (Presidente del Centro de Estudiantes de Teología), Amira Labora (Vocal del Centro de Estudiantes de Ciencias Políticas) y Eliana Zanini (vocal del Centro de Estudiantes de Lenguas), y la Lista 2 "Alternativa de Cambio" integrada por los alumnos Vanesa Correia (Presidente del Centro de Estudiantes de Psicología y Secretaria de Compromiso Social de FEUCA), Juan Pastor (Presidente del Centro de Estudiantes de Ingeniería), James Whamond (Presidente del Centro de Estudiantes de Ciencias Políticas) y Wenceslao Bunge (Vicepresidente del Centro de Estudiantes de Letras).
| Comisión Directiva y Gabinete de la Gestión 2013 de FEUCA | Comisión Directiva y Gabinete de la Gestión 2013 de FEUCA | Comisión Directiva y Gabinete de la Gestión 2013 de FEUCA                         | Comisión Directiva y Gabinete de la Gestión 2013 de FEUCA |
| --------------------------------------------------------- | --------------------------------------------------------- | --------------------------------------------------------------------------------- | --------------------------------------------------------- |
| Cargo                                                     | Titular                                                   | Período                                                                           | Carrera                                                   |
|                                                           |                                                           |                                                                                   |                                                           |
| Presidente                                                | Pedro A. Gentico                                          | 1 de marzo de 2013 - 1 de marzo de 2014                                           | Ciencias Políticas                                        |
|                                                           |                                                           |                                                                                   |                                                           |
| Vicepresidente                                            | Nicolás Sacheri                                           | 1 de marzo de 2013 - 1 de marzo de 2014                                           | Ingeniería                                                |
|                                                           |                                                           |                                                                                   |                                                           |
| Secretario General                                        | Ramiro Muela †                                            | 1 de marzo de 2013 - 22 de junio de 2013                                          | Ciencias Políticas                                        |
|                                                           |                                                           |                                                                                   |                                                           |
| Tesorero                                                  | Marcelo Bizantino                                         | 1 de marzo de 2013 - 1 de marzo de 2014                                           | Ciencias Económicas                                       |
|                                                           |                                                           |                                                                                   |                                                           |
| Secretario Legal y Técnico                                | Guillermo Chas                                            | 6 de marzo de 2013 - 11 de diciembre de 2013                                      | Derecho                                                   |
|                                                           |                                                           |                                                                                   |                                                           |
| Secretaria de Investigación                               | Mariela Casal Evelyn Caro                                 | 6 de marzo de 2013 - 10 de julio de 2013 10 de julio de 2013 - 1 de marzo de 2014 | Ciencias Políticas Ciencias Económicas                    |
|                                                           |                                                           |                                                                                   |                                                           |
| Secretario de Participación Estudiantil                   | Juan Canavesi                                             | 6 de marzo de 2013 - 1 de marzo de 2014                                           | Ciencias Políticas                                        |
|                                                           |                                                           |                                                                                   |                                                           |
| Secretario de Comunicación Institucional                  | Facundo Garay                                             | 6 de marzo de 2013 - 1 de marzo de 2014                                           | Comunicación Social                                       |
|                                                           |                                                           |                                                                                   |                                                           |
| Secretaria de Comunicación Publicitaria                   | Ayelén Parodi                                             | 6 de marzo de 2013 - 1 de marzo de 2014                                           | Comunicación Social                                       |
|                                                           |                                                           |                                                                                   |                                                           |
| Secretario del Interior                                   | Facundo Maza                                              | 6 de marzo de 2013 - 1 de marzo de 2014                                           | Derecho                                                   |
|                                                           |                                                           |                                                                                   |                                                           |
| Subsecretario General                                     | Facundo Maza                                              | 10 de julio de 2013 - 1 de marzo de 2014                                          | Derecho                                                   |
|                                                           |                                                           |                                                                                   |                                                           |
| Secretaria de Información y Beneficios                    | Ivana Vigilante                                           | 21 de marzo de 2013 - 1 de marzo de 2014                                          | Derecho                                                   |
|                                                           |                                                           |                                                                                   |                                                           |
| Secretaria de Compromiso Social                           | Vanesa Correia                                            | 28 de abril de 2013 - 18 de diciembre de 2013                                     | Psicología                                                |
|                                                           |                                                           |                                                                                   |                                                           |
| Secretario Delegado Sede Rosario                          | Juan Apesteguía                                           | 6 de junio de 2013 - 1 de marzo de 2014                                           | Derecho (R)                                               |
|                                                           |                                                           |                                                                                   |                                                           |
| Secretaria de Gobierno                                    | Mariela Casal                                             | 10 de julio de 2013 - 1 de marzo de 2014                                          | Ciencias Políticas                                        |

| Centros de Estudiantes de la UCA en 2013 | Centros de Estudiantes de la UCA en 2013 | Centros de Estudiantes de la UCA en 2013 | Centros de Estudiantes de la UCA en 2013 |
| ---------------------------------------- | ---------------------------------------- | ---------------------------------------- | ---------------------------------------- |
| Centro de Estudiantes                    | Presidente                               | En el cargo desde                        | Campus                                   |
|                                          |                                          |                                          |                                          |
| Derecho                                  | Guillermo P. Chas                        | 1 de febrero de 2013                     | Puerto Madero                            |
|                                          |                                          |                                          |                                          |
| Ciencias Económicas                      | Evelyn Caro (renuncia) Martín Llobera    | 1 de febrero de 2013 10 de mayo de 2013  | Puerto Madero                            |
|                                          |                                          |                                          |                                          |
| Lenguas                                  | Cristina Quayat                          | 1 de febrero de 2013                     | Puerto Madero                            |
|                                          |                                          |                                          |                                          |
| Ciencias Políticas                       | Thomas Whamond                           | 1 de febrero de 2013                     | Puerto Madero                            |
|                                          |                                          |                                          |                                          |
| Filosofía                                | Mateo Belgrano                           | 1 de febrero de 2013                     | Puerto Madero                            |
|                                          |                                          |                                          |                                          |
| Letras                                   | María Ricoveri                           | 1 de febrero de 2013                     | Puerto Madero                            |
|                                          |                                          |                                          |                                          |
| Historia                                 | Ana Testard                              | 1 de febrero de 2013                     | Puerto Madero                            |
|                                          |                                          |                                          |                                          |
| Ingeniería                               | Juan Pastor                              | 1 de febrero de 2013                     | Puerto Madero                            |
|                                          |                                          |                                          |                                          |
| Comunicación Social                      | Augusto Mancuso                          | 1 de febrero de 2013                     | Puerto Madero                            |
|                                          |                                          |                                          |                                          |
| Psicología y Psicopedagogía              | Vanesa Correia                           | 1 de febrero de 2013                     | Puerto Madero                            |
|                                          |                                          |                                          |                                          |
| Música                                   | Esteban Fioroni                          | 1 de febrero de 2013                     | Puerto Madero                            |
|                                          |                                          |                                          |                                          |
| Teología                                 | Pablo Castro                             | 1 de febrero de 2013                     | Villa Devoto                             |
|                                          |                                          |                                          |                                          |
| Ciencias Agrarias                        | Lucas Grajales                           | 1 de febrero de 2013                     | Colegiales                               |
|                                          |                                          |                                          |                                          |
| Derecho (R)                              | Juan Apesteguía                          | 1 de febrero de 2013                     | Rosario                                  |
|                                          |                                          |                                          |                                          |
| Ciencias Económicas (R)                  | Andrés Vidaurreta                        | 1 de febrero de 2013                     | Rosario                                  |
|                                          |                                          |                                          |                                          |
| Derecho (P)                              | Gisela Wagner                            | 1 de febrero de 2013                     | Paraná                                   |
|                                          |                                          |                                          |                                          |
| Ciencias Políticas (P)                   | Micaela Pesoa                            | 1 de febrero de 2013                     | Paraná                                   |

##### Gestión 2014
El 4 de febrero de 2014 el Consejo de Transición realizó su sesión de votación para elegir a las autoridades para el período de gobierno correspondiente a dicho año − el quincuagésimo primero de la historia de la Federación −, resultando electos el presidente Guillermo Chas de la carrera de Derecho, el vicepresidente Pablo Castro de la carrera de Teología, la Secretaria General Amira Labora de la carrera de Ciencias Políticas y la Tesorera Eliana Zanini de la carrera de Lengua Inglesa, quienes se impusieron con el 76% de los votos de los electores frente a la Lista 2 y asumieron en sus cargos el 1 de marzo.
A los pocos días, la Comisión Directiva de FEUCA presentó un reclamo ante las autoridades de la Universidad frente al incumplimiento del régimen de becas y préstamos universitarios para los alumnos pertenecientes a las sedes del interior del país (Rosario, Paraná, Mendoza y Pergamino) debido a que los mismos estaban siendo excluidos de este contrariamente a lo dispuesto en las normativas internas de la Universidad.
Durante el mes de abril, la Federación y los Centros de Estudiantes llevaron adelante una fuerte campaña en repudio al arancelamiento de los turnos de exámenes y otras medidas económicas aprobadas por el Consejo de Administración. Dichas medidas fueron adoptadas por las autoridades universitarias en miras a revertir la situación de retraso de un importante número de alumnos en la presentación a exámenes, ante lo cual la Federación de Estudiantes cuestionó que la primera y única medida adoptada para intentar solucionar esos retrasos fuera la imposición de nuevas cargas económicas, en lugar de soluciones reales a problemas tales como la organización de fechas de exámenes finales, la modernización y actualización de los planes de estudio, la profesionalización administrativa de las Facultades, entre otras.

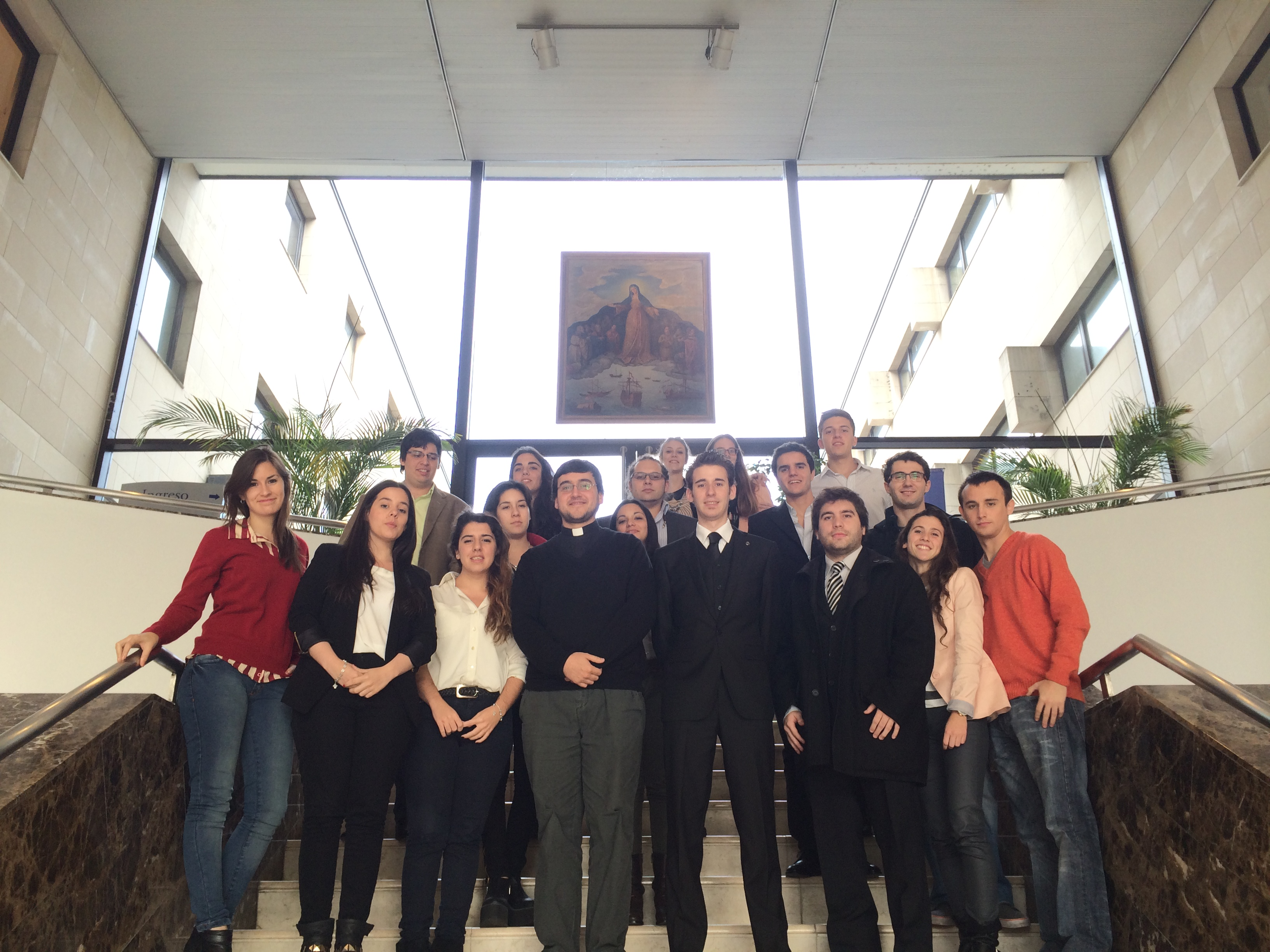
Autoridades de la FEUCA y de los Centros de Estudiantes de Rosario y Paraná en el Campus de Puerto Madero en junio de 2014.

Posteriormente la Directiva de la Federación presentó, ante el Rectorado de la Universidad, un documento integral con veinte propuestas concretas para solucionar las problemáticas de fondo que identificaron como causantes del retraso de los alumnos en el curso y examen de las asignaturas de las distintas carreras.  La presentación fue acompañada de más de cinco mil firmas de los estudiantes de las distintas sedes de la UCA que manifestaron su rechazo a la nueva normativa arancelaria y su apoyo a la solución de los temas académicos y administrativos de carácter estructural.

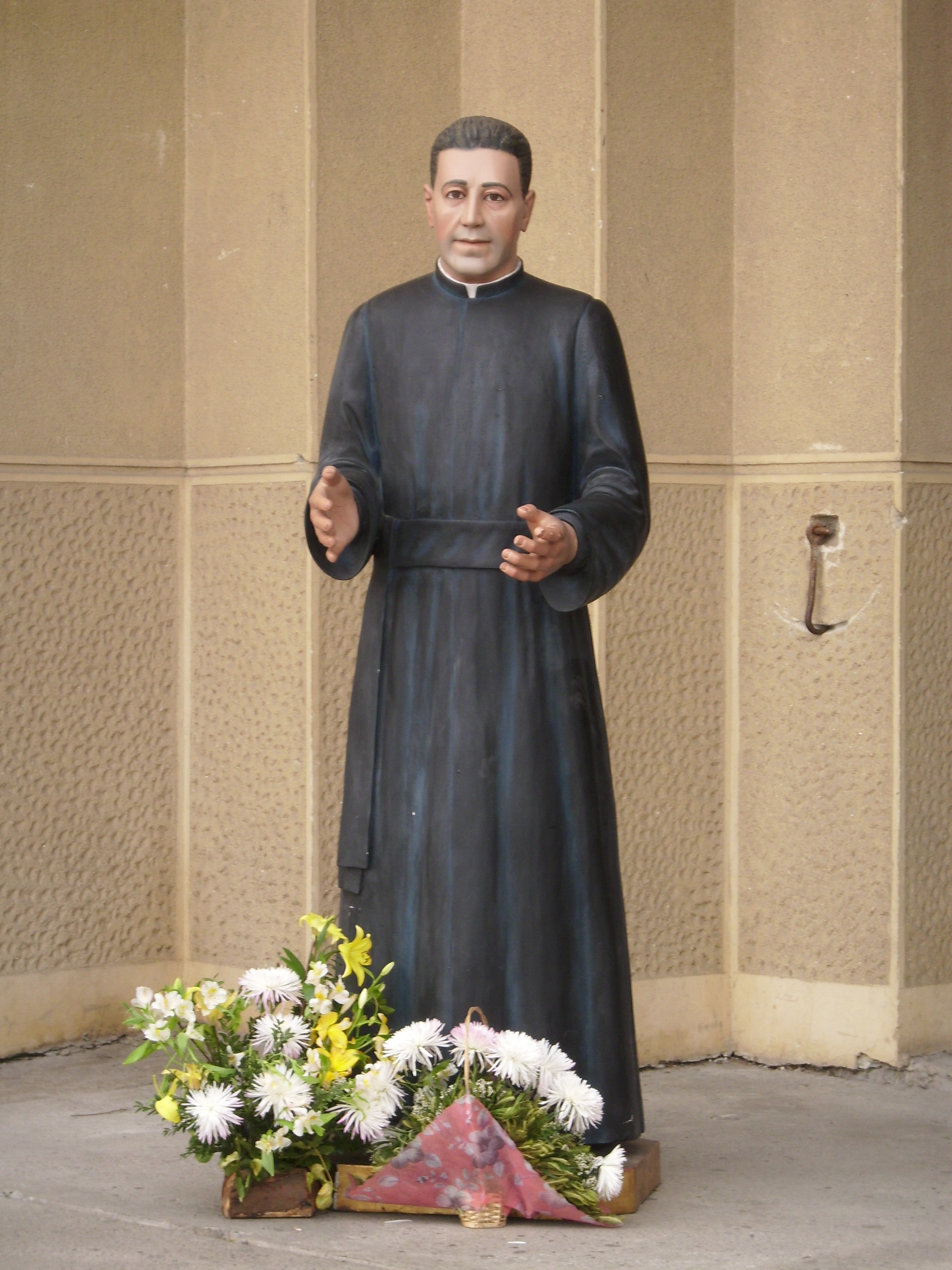
Alberto Hurtado es, desde julio de 2014, el santo patrono de FEUCA.

En mayo, las autoridades de la Federación realizaron visitas institucionales a las Sedes de Colegiales y Villa Devoto, donde mantuvieron reuniones institucionales con los Centros de Estudiantes de Ciencias Agrarias y Teología respectivamente, para transmitir las necesidades y problemáticas de los alumnos de tales carreras ante las autoridades de la Universidad. En ese mismo mes la FEUCA llevó adelante un reclamo formal por la falta de aviso en el aumento de aranceles admitiendo que si bien el mismo era entendible (a causa de la inflación que afectaba a la economía argentina), los estudiantes necesitan que las variaciones arancelarias les sean comunicadas con una antelación razonable para poder afrontarlos. Posteriormente la Comisión Directiva se reunió con el Arzobispo Rector Víctor Manuel Fernández, para analizar una serie de temáticas concretas en las cuales la Federación puede acompañar a la Universidad con propuestas para mejorar la realidad del alumnado de la institución. A fines de mes, el Consejo Superior aprobó una iniciativa de la FEUCA para eliminar una normativa que impedía a los alumnos presentarse a rendir exámenes en la mesa examinadora inmediatamente posterior a otra en la cual se hubiesen ausentado sin ser evaluados. Paralelamente, la Federación decretó la fundación del Centro de Estudiantes de Ciencias Médicas, designando a los alumnos de la carrera de Medicina que promovieron su creación como Comisión Directiva ad hoc encargada de gobernarlo hasta el año 2015, en el marco de la etapa fundacional y de organización y consolidación institucional.
También durante el mes de mayo la Federación de Estudiantes participó en la organización de las actividades que se llevaron a cabo en el asentamiento Rodrigo Bueno en el marco de la IV Semana Internacional del Voluntariado "Give & Gain", incluyendo talleres de capacitación sobre cuestiones básicas de salud, técnicas de estudio y entretenimiento para infantes, y organizó una campaña de donación de sangre en el Campus de Puerto Madero para colaborar con los niños internados en el Hospital de Pediatría Juan P. Garrahan.
Durante el mes de junio la Comisión Directiva recibió en la Sede Central de Buenos Aires a los representantes estudiantiles de las Sedes de Rosario y Paraná, celebrando una sesión plenaria del Consejo de Representantes junto a los Centros de Estudiantes de Derecho, Ingeniería y Ciencias Económicas de Rosario y de Derecho y Ciencias Políticas de la Sede Paraná, los Secretarios Delegados de ambas Sedes y los promotores de la fundación de un Centro de Estudiantes de Humanidades en la Facultad Teresa de Ávila de Paraná. En dicha ocasión, se realizó el acto de inauguración de la nueva oficina de FEUCA en el Campus de Puerto Madero que fue bendecida por el Capellán General de la Universidad, Padre Alejandro Seijo.
A mediados de junio, semanas después de la apertura oficial del nuevo Campus de la Universidad en la ciudad mendocina de Godoy Cruz, la Federación de Estudiantes decretó la fundación del Centro de Estudiantes de Psicología y Psicopedagogía de la Sede Mendoza, el cual se convirtió en el vigésimo Centro de Estudiantes existente en la Universidad, designando como Comisión Directiva ad hoc a los estudiantes de las carreras de Psicología y Psicopedagogía que promovieron su creación con mandato organizador hasta el año 2015.
A principios de julio el Consejo Superior aprobó un proyecto enviado por la Federación para nombrar a San Alberto Hurtado como patrono de la institución, otorgando el refrendo necesario al nombramiento realizado por la Comisión Directiva de FEUCA, en tanto que la Comisión de Asuntos Estudiantiles recibió a los representantes de la Federación que presentaron proyectos para reglamentar derechos y garantías básicas para exámenes parciales, garantizar un mínimo de dos fechas de exámenes finales para cada materia en los turnos regulares de examen de febrero, julio y diciembre, y para asegurar una extensión mínima de cuatro semanas de duración para los mencionados turnos de exámenes finales.
En el mes de agosto, la Federación de Estudiantes participó por tercer año consecutivo de la exposición Mundo Universitario, con un stand propio y brindando charlas sobre la vida estudiantil en la Universidad, donde participaron más de tres mil alumnos de colegios secundarios de la Ciudad de Buenos Aires y el conurbano bonaerense. Asimismo, las autoridades universitarias atendieron los reclamos iniciados por deficiencias en el servicio de internet WiFi adquiriendo nuevas antenas para los edificios del campus central y la Comisión de Asuntos Estudiantiles del Consejo Superior dio su dictamen favorable para aprobar el reglamento de exámenes parciales que había sido promovido por la Comisión Directiva de FEUCA, el cual finalmente fue promulgado por el Consejo Superior de la Universidad en su sesión siguiente.
Durante septiembre, FEUCA coorganizó la décima edición consecutiva de las Olimpíadas InterUCA junto al Departamento de Alumnos de la Universidad y su área técnica de Deportes, que se llevó a cabo el miércoles 17 de ese mes en el Club Gimnasia y Esgrima de Buenos Aires, en tanto que la Universidad dio respuesta a uno de los temas contemplados en el proyecto anual de gestión al instalar máquinas expendedoras en el Campus de Puerto Madero, lo cual fue catalogado por la propia Federación de Estudiantes como "una alternativa al abuso de precios" de los bares concesionados de la Universidad. Por último, durante el mes de noviembre, la Federación organizó la tercera edición consecutiva de los Premios Monseñor Derisi a la Gestión de los Centros de Estudiantes que fueron entregados en el auditorio homónimo del Campus de la Sede Central y aprobó la fundación de los Centros de Estudiantes de Humanidades de la Sede Paraná y de Ciencias Jurídicas y Económicas de la Sede Mendoza, designando además a sus Comisiones Directivas ad hoc con mandato organizador para 2015.
El 6 de diciembre el presidente de FEUCA constituyó el Consejo de Transición y convocó a las elecciones para la renovación de autoridades de la Federación las cuales, tras una serie de impugnaciones, se llevaron a cabo siendo admitidas dos listas de candidatos. La Lista 1 denominada "Impulso" estuvo integrada por los alumnos Eliana Zanini (Presidente del Centro de Estudiantes de Lenguas y Tesorera de FEUCA), Franco Pisso (Vocal del Centro de Estudiantes de Derecho de la Sede Rosario), Juan Raparo (Tesorero del Centro de Estudiantes de Derecho de la Sede Buenos Aires) y Agustina Arrabal (Tesorera del Centro de Estudiantes de Ciencias Económicas y Secretaria de Asuntos Económicos de FEUCA), en tanto que la Lista 2 denominada "Unidad Federal" estuvo integrada por los alumnos Marcelo Arrabal (Tesorero del Centro de Estudiantes de Ciencias Políticas), Amira Labora (Secretaria General de FEUCA), Vanesa Correia (Vicepresidente del Centro de Estudiantes de Psicología) y Mercedes Ruiz (Secretaria General del Centro de Estudiantes de Filosofía).
Al finalizar esta gestión, como resultado del proceso de relanzamiento y fortalecimiento institucional iniciado en 2012, la Federación de Estudiantes contaba con una oficina propia en el campus central de la Universidad, un espacio habitual en UCActualidad (house organ de la Universidad) y el número de Centros de Estudiantes fundados y existentes en la Universidad llegaba a veintidós, ocho más que los que estaban constituidos al inicio de dicho proceso.
| Comisión Directiva y Gabinete de la Gestión 2014 de FEUCA | Comisión Directiva y Gabinete de la Gestión 2014 de FEUCA | Comisión Directiva y Gabinete de la Gestión 2014 de FEUCA | Comisión Directiva y Gabinete de la Gestión 2014 de FEUCA |
| --------------------------------------------------------- | --------------------------------------------------------- | --------------------------------------------------------- | --------------------------------------------------------- |
| Cargo                                                     | Titular                                                   | Período                                                   | Carrera                                                   |
|                                                           |                                                           |                                                           |                                                           |
| Presidente                                                | Guillermo P. Chas                                         | 1 de marzo de 2014 - 1 de marzo de 2015                   | Derecho                                                   |
|                                                           |                                                           |                                                           |                                                           |
| Vicepresidente                                            | Pablo Castro                                              | 1 de marzo de 2014 - 1 de marzo de 2015                   | Teología                                                  |
|                                                           |                                                           |                                                           |                                                           |
| Secretaria General                                        | Amira Labora                                              | 1 de marzo de 2014 - 1 de marzo de 2015                   | Ciencias Políticas                                        |
|                                                           |                                                           |                                                           |                                                           |
| Tesorera                                                  | Eliana Zanini                                             | 1 de marzo de 2014 - 1 de marzo de 2015                   | Lenguas                                                   |
|                                                           |                                                           |                                                           |                                                           |
| Secretario Legal y Técnico                                | Juan Raparo Faure                                         | 26 de marzo de 2014 - 1 de marzo de 2015                  | Derecho                                                   |
|                                                           |                                                           |                                                           |                                                           |
| Secretario de Gobierno                                    | Ignacio Belottini                                         | 26 de marzo de 2014 - 1 de marzo de 2015                  | Ciencias Políticas                                        |
|                                                           |                                                           |                                                           |                                                           |
| Secretaria del Interior                                   | Jeannette Bain Scott                                      | 26 de marzo de 2014 - 1 de marzo de 2015                  | Derecho                                                   |
|                                                           |                                                           |                                                           |                                                           |
| Secretaria Delegada Sede Rosario                          | Carla Giner                                               | 26 de marzo de 2014 - 1 de marzo de 2015                  | Derecho (R)                                               |
|                                                           |                                                           |                                                           |                                                           |
| Secretaria Delegada Sede Paraná                           | Micaela Pesoa                                             | 26 de marzo de 2014 - 1 de marzo de 2015                  | Ciencias Políticas (P)                                    |
|                                                           |                                                           |                                                           |                                                           |
| Secretaria de Comunicación Institucional                  | Sonia Del Regno                                           | 26 de marzo de 2014 - 1 de marzo de 2015                  | Derecho                                                   |
|                                                           |                                                           |                                                           |                                                           |
| Secretaria de Compromiso Social                           | Marina Puente                                             | 26 de marzo de 2014 - 1 de marzo de 2015                  | Relaciones Internacionales                                |
|                                                           |                                                           |                                                           |                                                           |
| Secretaria de Asuntos Económicos                          | Agustina Arrabal                                          | 26 de marzo de 2014 - 1 de marzo de 2015                  | Ciencias Económicas                                       |

| Centros de Estudiantes de la UCA en 2014 | Centros de Estudiantes de la UCA en 2014 | Centros de Estudiantes de la UCA en 2014 | Centros de Estudiantes de la UCA en 2014 |
| ---------------------------------------- | ---------------------------------------- | ---------------------------------------- | ---------------------------------------- |
| Centro de Estudiantes                    | Presidente                               | En el cargo desde                        | Campus                                   |
|                                          |                                          |                                          |                                          |
| Derecho                                  | Florencia Parietti                       | 1 de febrero de 2014                     | Puerto Madero                            |
|                                          |                                          |                                          |                                          |
| Ciencias Económicas                      | Martín Llobera                           | 1 de febrero de 2014                     | Puerto Madero                            |
|                                          |                                          |                                          |                                          |
| Lenguas                                  | Eliana Zanini                            | 1 de febrero de 2014                     | Puerto Madero                            |
|                                          |                                          |                                          |                                          |
| Ciencias Políticas                       | Juan Canavesi                            | 1 de febrero de 2014                     | Puerto Madero                            |
|                                          |                                          |                                          |                                          |
| Filosofía                                | José Aguerre                             | 1 de febrero de 2014                     | Puerto Madero                            |
|                                          |                                          |                                          |                                          |
| Letras                                   | Antonella Néspola                        | 1 de febrero de 2014                     | Puerto Madero                            |
|                                          |                                          |                                          |                                          |
| Historia                                 | Emilio Farfaglia                         | 1 de febrero de 2014                     | Puerto Madero                            |
|                                          |                                          |                                          |                                          |
| Ingeniería                               | Pedro Lentini                            | 1 de febrero de 2014                     | Puerto Madero                            |
|                                          |                                          |                                          |                                          |
| Comunicación Social                      | Augusto Mancuso                          | 1 de febrero de 2014                     | Puerto Madero                            |
|                                          |                                          |                                          |                                          |
| Psicología y Psicopedagogía              | Augusto Prigioni                         | 16 de mayo de 2014                       | Puerto Madero                            |
|                                          |                                          |                                          |                                          |
| Música                                   | Delfina Zabaleta                         | 1 de febrero de 2014                     | Puerto Madero                            |
|                                          |                                          |                                          |                                          |
| Ciencias Médicas                         | Adriana Mallea                           | 29 de mayo de 2014                       | Puerto Madero, HB                        |
|                                          |                                          |                                          |                                          |
| Teología                                 | Gastón Lovizio                           | 1 de febrero de 2014                     | Villa Devoto                             |
|                                          |                                          |                                          |                                          |
| Ciencias Agrarias                        | Joaquín Lambretchs                       | 1 de febrero de 2014                     | Colegiales                               |
|                                          |                                          |                                          |                                          |
| Derecho (R)                              | Matías Yunis                             | 1 de febrero de 2014                     | Rosario                                  |
|                                          |                                          |                                          |                                          |
| Química e Ingeniería (R)                 | Juan Vigo                                | 1 de febrero de 2014                     | Rosario                                  |
|                                          |                                          |                                          |                                          |
| Ciencias Económicas (R)                  | Agustín Torti                            | 1 de febrero de 2014                     | Rosario                                  |
|                                          |                                          |                                          |                                          |
| Derecho (P)                              | Luis Bacaluzzo                           | 1 de febrero de 2014                     | Paraná                                   |
|                                          |                                          |                                          |                                          |
| Ciencias Políticas (P)                   | Juan Blasón                              | 1 de febrero de 2014                     | Paraná                                   |
|                                          |                                          |                                          |                                          |
| Humanidades (P)                          | Belén Soto                               | 1 de noviembre de 2014                   | Paraná                                   |
|                                          |                                          |                                          |                                          |
| Psicología y Psicopedagogía (M)          | Martín Burán                             | 13 de junio de 2014                      | Mendoza                                  |
|                                          |                                          |                                          |                                          |
| Ciencias Económicas y Jurídicas (M)      | Juan Fernández                           | 10 de noviembre de 2014                  | Mendoza                                  |

##### Gestión 2015

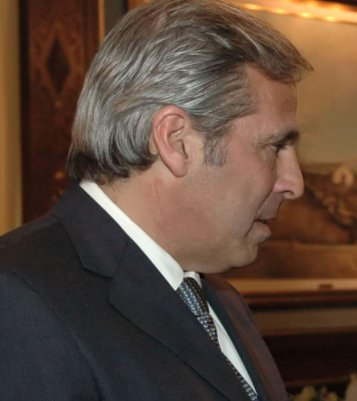
Jorge Sapag, posteriormente gobernador de Neuquén, integró la delegación de FEUCA ante la FEUCAL en 1971.

El 19 de marzo de 2015 el Consejo de Transición realizó su sesión de votación para elegir a las autoridades para el período de gobierno correspondiente a dicho año− el quincuagésimo segundo de la historia de la Federación −, resultando electos la presidenta Eliana Zanini de la carrera de Lenguas, el vicepresidente Franco Pisso de la carrera de Abogacía (Sede Rosario), el Secretario General Juan Raparo Faure de la carrera de Abogacía (Sede Buenos Aires) y la Tesorera Agustina Arrabal de la carrera de Ciencias Económicas, quienes se impusieron con el 54.2% de los votos de los electores frente a la Lista 2 y asumieron en sus cargos inmediatamente.
| Comisión Directiva y Gabinete de la Gestión 2015 de FEUCA | Comisión Directiva y Gabinete de la Gestión 2015 de FEUCA | Comisión Directiva y Gabinete de la Gestión 2015 de FEUCA | Comisión Directiva y Gabinete de la Gestión 2015 de FEUCA |
| --------------------------------------------------------- | --------------------------------------------------------- | --------------------------------------------------------- | --------------------------------------------------------- |
| Cargo                                                     | Titular                                                   | Período                                                   | Carrera                                                   |
|                                                           |                                                           |                                                           |                                                           |
| Presidente                                                | Eliana Zanini                                             | 19 de marzo de 2015 - 1 de marzo de 2016                  | Lenguas                                                   |
|                                                           |                                                           |                                                           |                                                           |
| Vicepresidente                                            | Franco Pisso                                              | 19 de marzo de 2015 - 1 de marzo de 2016                  | Derecho (R)                                               |
|                                                           |                                                           |                                                           |                                                           |
| Secretario General                                        | Juan Raparo Faure                                         | 19 de marzo de 2015 - 15 de mayo de 2015                  | Derecho                                                   |
|                                                           |                                                           |                                                           |                                                           |
| Tesorera                                                  | Agustina Arrabal                                          | 19 de marzo de 2015 - 1 de marzo de 2016                  | Ciencias Económicas                                       |

### Personalidades destacadas
Distintas personalidades reconocidas del sector público y privado fueron parte de la FEUCA durante su vida universitaria.
Entre ellos se puede mencionar al actual diputado y vicepresidente de la Legislatura de la Ciudad Autónoma de Buenos Aires Francisco Quintana; el ex Gobernador de Neuquén Jorge Sapag; el ex intendente de la Ciudad de Buenos Aires Carlos Grosso, el exministro de Economía de la Nación, expresidente del Banco Central de la República Argentina y diputado nacional con mandato cumplido Alfonso Prat Gay; el candidato a Vicepresidente de la Nación en 2011 y presidente del Banco de la Nación Argentina Javier González Fraga el empresario de medios Daniel Hadad, el juez y vicedecano de la Facultad de Derecho de la Universidad Nacional del Sur Eduardo A. d'Empaire,  el presidente de Jóvenes PRO Martín Tomás César, el candidato a intendente de Malvinas Argentinas y exdirector de Juventud de la Provincia de Buenos Aires Alberto Czernikowski, y el director de Comunicaciones de la Fundación Poder Ciudadano, capítulo argentino de Transparency International, Lucas Luna.

## Función

### Asuntos gremiales e institucionales
Las funciones de la Federación comprenden la representación de los estudiantes ante las autoridades de la Universidad, y ante el Gobierno Nacional y demás instituciones públicas o privadas, fomentar y promover la Doctrina Social de la Iglesia, y relacionar a los estudiantes de la UCA con sus pares de otras Universidades argentinas y extranjeras.
Además, tiene la función específica de bregar por el buen funcionamiento de los Centros de Estudiantes, observando y haciendo observar los Estatutos y demás reglamentaciones vigentes.

### Olimpíadas InterUCA

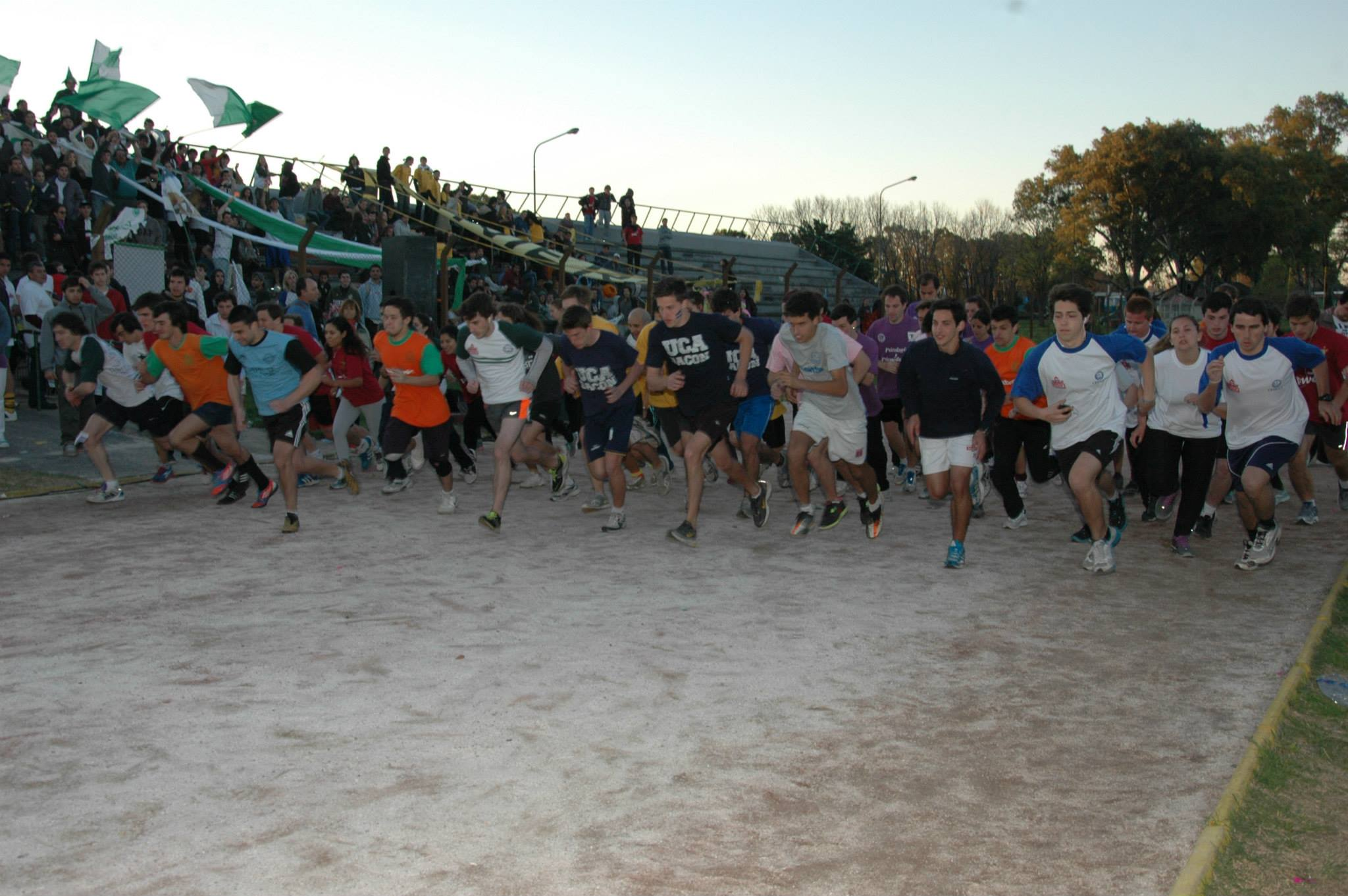
Largada de la prueba aeróbica de 3 km en las Olimpíadas InterUCA 2013, en Parque Sarmiento.

Si bien la Federación participó e incentivó esta actividad desde su primera edición en 2005, desde la Reforma de los Estatutos del año 2012 la cooperación en la realización de las Olimpíadas InterUCA es considerada una función impuesta a la Federación de Estudiantes. Anteriormente, en los años 70 la FEUCA organizaba las Olimpíadas FEUCA, antecesoras remotas de las InterUCA.
Las Olimpíadas InterUCA se desarrollan en una jornada que contempla la competencia deportiva, el desarrollo de actividades recreativas puntuables, las actividades de esparcimiento libre y los múltiples espacios de integración que se generan durante su desarrollo.
Para participar en las actividades puntuables los Centros de Estudiantes de las distintas unidades académicas presentan sus equipos representativos pudiendo anotarse en las actividades que deseen.
Un grupo de coordinadores está a cargo de los aspectos generales de la organización mientras que las personas designadas como responsables de las actividades tienen a su cargo la planificación y desarrollo de cada una de las competencias que componen el programa. A ellos se suma un importante grupo de voluntarios que ocupan diversas funciones. Tanto los coordinadores como los responsables y voluntarios, provienen de las diferentes sedes y de los diferentes ámbitos de la Universidad: alumnos, docentes, graduados y personal administrativo.
Las actividades de libre esparcimiento y el correspondiente espacio para ellas, están disponibles durante toda la jornada creando la instancia necesaria para aquellos que no participen de la actividad competitiva o la recreativa puntable o para aquellos que deseen alternar éstas con otras actividades.

#### Ganadores
| Podios de las Olimpíadas InterUCA |                |                |                |
| Año                               | Ganador        | Subcampeón     | Tercer puesto  |
| 2005                              | Derecho        | Ingeniería     | Teología       |
| 2006                              | Sede Paraná    | Ingeniería     | Económicas (R) |
| 2007                              | Ingeniería     | Derecho        | Ingeniería (R) |
| 2008                              | Ingeniería     | Cs. Políticas  | Derecho        |
| 2009                              | Ingeniería     | Derecho        | Cs. Económicas |
| 2010                              | Ingeniería     | Cs. Económicas | Cs. Agrarias   |
| 2011                              | Cs. Económicas | Derecho        | Cs. Sociales   |
| 2012                              | Ingeniería     | Cs. Agrarias   | Cs. Económicas |
| 2013                              | Ingeniería     | Cs. Sociales   | Derecho (R)    |
| 2014                              | Ingeniería     | Cs. Sociales   | Cs. Agrarias   |
| 2015                              | Cs. Agrarias   | Ingeniería     | Cs. Sociales   |
| 2016                              | Cs. Agrarias   | Ingeniería     | Cs. Sociales   |
| 2017                              | Ingeniería     | Cs. Sociales   | Ingeniería (R) |
| 2018                              | Cs. Sociales   | Ingeniería     | Teología       |

### Premios Monseñor Derisi

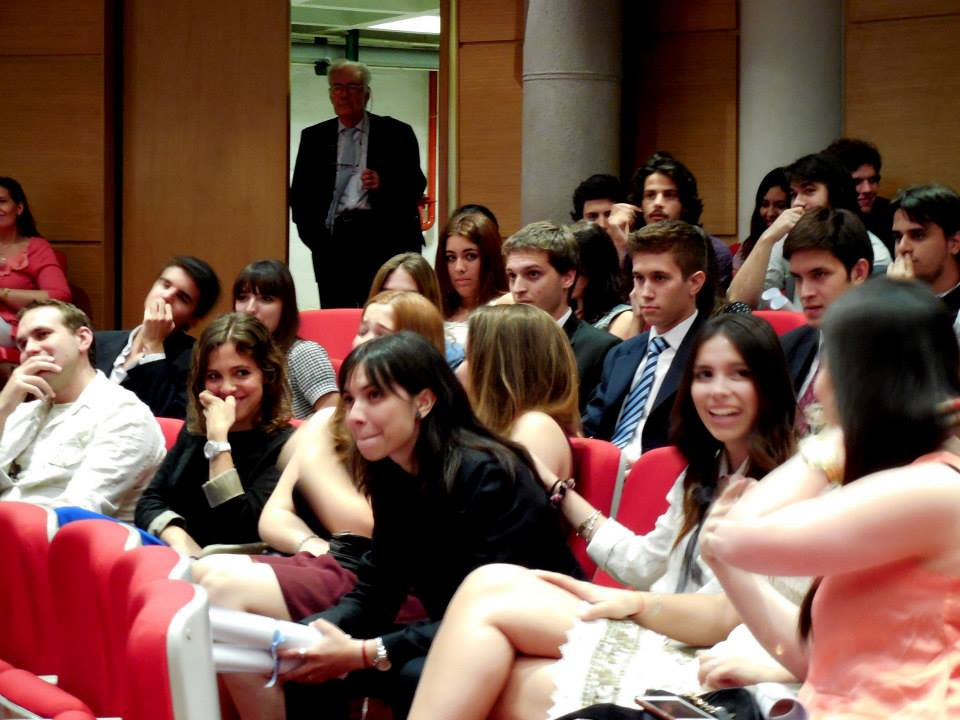
Alumnos en la ceremonia de entrega de los Premios Monseñor Derisi 2013, en el auditorio homónimo del Campus Central de la UCA.

Desde la Reforma de los Estatutos del año 2012, la realización de los Premios Monseñor Derisi a la Gestión de los Centros de Estudiantes es considerada una función impuesta a la Federación de Estudiantes.
Estos premios, nombrados en honor al Rector fundador de la Universidad, son el reconocimiento otorgado por la Comisión Directiva de la Federación de Estudiantes a los Centros de Estudiantes de las distintas Sedes y Facultades de la UCA, premiando a aquellos que se destacan en distintas áreas por su labor durante cada período de gobierno.
Entre los galardones otorgados se encuentran los premios a: Participación Estudiantil, Calidad Institucional, Defensa y Promoción de los Valores UCA, Mejor Actividad Cultural, Compromiso con la Inserción Laboral, Mejor Funcionario, Mejor Representante en el Consejo de FEUCA, Mejor Proyecto Realizado, Gestión Revelación y Mejor Gestión.

## Organización y gobierno

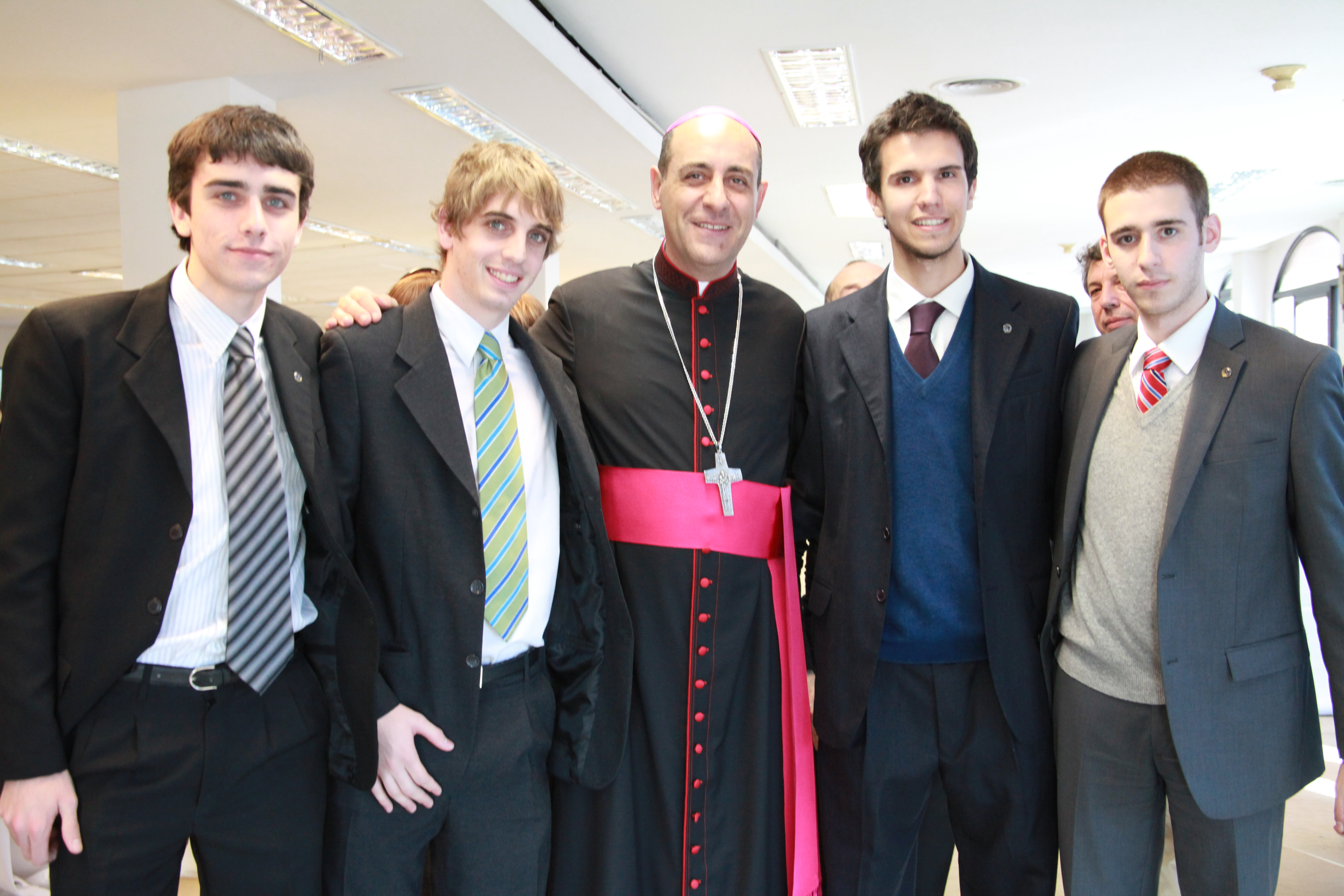
El Rector de la UCA, Mons. Dr. Víctor Fernández (al centro) tras su consagración episcopal en junio de 2013, junto al Secretario General, Vicepresidente, Presidente de FEUCA y el Presidente de CEDUCA. (De izq. a der.)

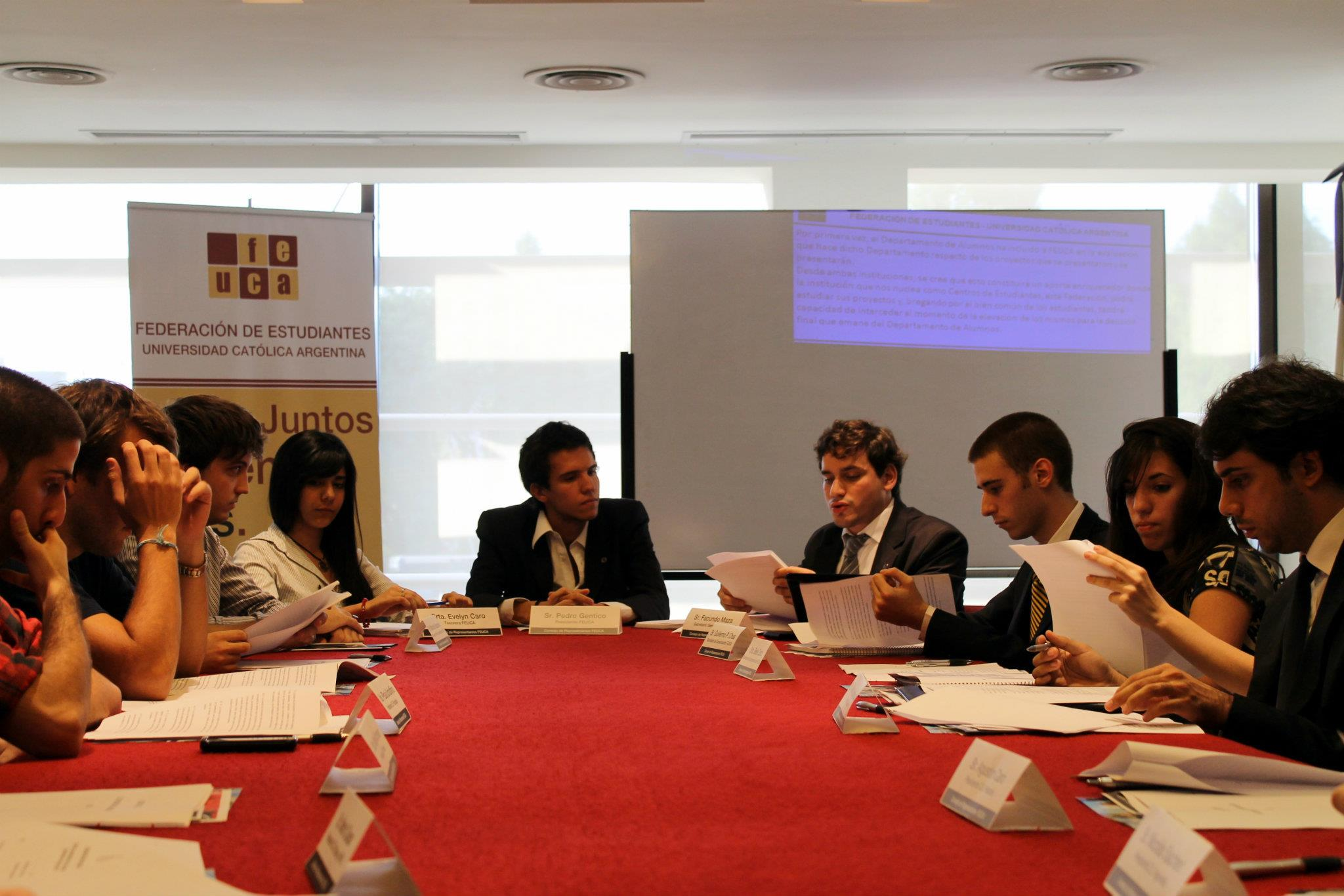
Miembros del Consejo de Representantes durante el curso de una sesión en la Sala San Martín de Tours del Campus Central, en el año 2012.

Los miembros de la Federación de Estudiantes se dividen en miembros representados y miembros representantes.
Son miembros representados de la Federación de Estudiantes todos los estudiantes de las distintas carreras de grado de la totalidad de las Sedes, Facultades e Institutos de la Universidad Católica Argentina, y los Centros de Estudiantes de esta en su carácter de órganos estudiantiles pertenecientes a las distintas unidades académicas. Asimismo, son miembros representantes aquellos que integran la Comisión Directiva y el Consejo de Representantes de la Federación.

### Comisión Directiva
La Comisión Directiva es el órgano de gobierno y administración de la Federación, y está integrado por un Presidente, un Vicepresidente, un Secretario General y un Tesorero y por los Secretarios y Asesores que se encuentran a cargo de las divisiones administrativas de temática específica.

Guillermo Chas, Presidente de FEUCA en 2014

Los cargos de Presidente, Vicepresidente, Secretario General y Tesorero son electivos, en tanto que los Secretarios son designados por el presidente de la Federación y los Asesores por los Secretarios con acuerdo del Presidente.
Además de tener a su cargo el ejercicio del gobierno y la administración de la Federación y de ser responsable de crear y ejecutar un proyecto anual de gestión, la Comisión Directiva está encargada de convocar las sesiones mensuales del Consejo de Representantes debiendo presidirlo.

### Consejo de Representantes
El Consejo de Representantes es el órgano deliberativo de la Federación y está integrado por todos los miembros electivos y designados de la Comisión Directiva y por los Presidentes de los Centros de Estudiantes. No administra ni gobierna, ya que tales funciones están reconocidas exclusivamente a la Comisión Directiva, pero delibera acerca de los temas planteados por sus representantes y resuelve en los términos dispuestos por su Reglamento de Procedimientos Internos.
Las resoluciones emanadas del Consejo de Representantes pueden consistir en emisión de declaraciones, emisión de pedidos a las autoridades de la Universidad cursados a través de la Comisión Directiva o emisión de solicitudes a la Comisión Directiva de la Federación para que ésta gobierne o administre una determinada cuestión.

#### Centros de Estudiantes
La Federación de Estudiantes nuclea a veintidós Centros de Estudiantes de diversas carreras. Catorce de ellos pertenecen a la Sede Buenos Aires (trece en Puerto Madero y uno en Villa Devoto), tres a la Sede Rosario, tres a la Sede Paraná y dos a la Sede Mendoza. A cada uno de ellos le corresponde una banca en el Consejo de Representantes de la Federación, la cual es ocupada por el presidente en su carácter de representante natural.
| Centros de Estudiantes de la UCA                | Centros de Estudiantes de la UCA | Centros de Estudiantes de la UCA | Centros de Estudiantes de la UCA |
| ----------------------------------------------- | -------------------------------- | -------------------------------- | -------------------------------- |
| Centro de Estudiantes                           | Presidente                       | En el cargo desde                | Campus                           |
|                                                 |                                  |                                  |                                  |
| Derecho                                         | Santiago Vinagre                 | 1 de febrero de 2018             | Puerto Madero                    |
|                                                 |                                  |                                  |                                  |
| Ciencias Económicas                             | María A de Sarriera              | 1 de febrero de 2018             | Puerto Madero                    |
|                                                 |                                  |                                  |                                  |
| Lenguas                                         | María Cristina Quayat            | 1 de febrero de 2022             | Puerto Madero                    |
|                                                 |                                  |                                  |                                  |
| Ciencias Políticas y Relaciones Internacionales | Tomás Estanislao Dardanelli      | 3 de febrero de 2021             | Puerto Madero                    |
|                                                 |                                  |                                  |                                  |
| Filosofía                                       | María del Pilar Castro           | 1 de febrero de 2018             | Puerto Madero                    |
|                                                 |                                  |                                  |                                  |
| Letras                                          | Nicolás García Bes               | 1 de febrero de 2022             | Puerto Madero                    |
|                                                 |                                  |                                  |                                  |
| Historia                                        | Rodrigo Candiano                 | 1 de febrero de 2018             | Puerto Madero                    |
|                                                 |                                  |                                  |                                  |
| Ingeniería                                      | Andrea Barral                    | 1 de febrero de 2015             | Puerto Madero                    |
|                                                 |                                  |                                  |                                  |
| Comunicación Social                             | Francisco Reyes                  | 1 de febrero de 2015             | Puerto Madero                    |
|                                                 |                                  |                                  |                                  |
| Psicología y Psicopedagogía                     | Maximiliano Broggi               | 1 de febrero de 2015             | Puerto Madero                    |
|                                                 |                                  |                                  |                                  |
| Música                                          | Juan Pablo Fernández             | 1 de febrero de 2015             | Puerto Madero                    |
|                                                 |                                  |                                  |                                  |
| Ciencias Médicas                                | Adriana Mallea                   | 29 de mayo de 2014               | Puerto Madero, HB                |
|                                                 |                                  |                                  |                                  |
| Teología                                        | Fabián Cortés                    | 1 de febrero de 2015             | Villa Devoto                     |
|                                                 |                                  |                                  |                                  |
| Ciencias Agrarias                               | Patricio Manzini                 | 1 de febrero de 2015             | Colegiales                       |
|                                                 |                                  |                                  |                                  |
| Derecho (R)                                     | Franco Pisso                     | 1 de febrero de 2015             | Rosario                          |
|                                                 |                                  |                                  |                                  |
| Química e Ingeniería (R)                        | Lucio Acosta                     | 1 de febrero de 2015             | Rosario                          |
|                                                 |                                  |                                  |                                  |
| Ciencias Económicas (R)                         | Agustín Torti                    | 1 de febrero de 2015             | Rosario                          |
|                                                 |                                  |                                  |                                  |
| Derecho (P)                                     | Luis Bacaluzzo                   | 1 de febrero de 2015             | Paraná                           |
|                                                 |                                  |                                  |                                  |
| Ciencias Políticas (P)                          | Francisco Marchetta              | 1 de febrero de 2021             | Paraná                           |
|                                                 |                                  |                                  |                                  |
| Humanidades (P)                                 | Belén Soto                       | 1 de noviembre de 2014           | Paraná                           |
|                                                 |                                  |                                  |                                  |
| Psicología y Psicopedagogía (M)                 | Martín Burán                     | 13 de junio de 2014              | Mendoza                          |
|                                                 |                                  |                                  |                                  |
| Ciencias Económicas y Jurídicas (M)             | Juan Fernández Torti             | 10 de noviembre de 2014          | Mendoza                          |

### Consejo de Transición
El Consejo de Transición es el órgano temporal que lleva adelante la elección de autoridades de la Federación; es un colegio electoral que se integra anualmente por los Presidentes Electos de todos los Centros de Estudiantes de la Universidad.
Es constituido y convocado a sesionar por el presidente de la Federación quién, además, está encargado de presidirlo. La mencionada constitución debe concretarse durante la primera semana del mes de noviembre, una vez concluidas las elecciones de renovación de autoridades de los Centros de Estudiantes, las cuales deben llevarse a cabo durante el mes de octubre de cada año.
La sesión de votación de las nuevas autoridades debe llevarse a cabo antes del último día hábil de noviembre y cada Centro de Estudiantes está facultado a presentar a un único candidato para un único cargo, el cual debe cumplir con los requisitos exigidos por el Estatuto de la Federación: haber cumplido al menos un período completo en un cargo electivo o designado de la Comisión Directiva de su Centro de Estudiantes, no exceder los años de duración previstos en el plan de estudios de la carrera a la cual pertenece el candidato y tener cursadas y aprobadas una serie de materias de acuerdo a la carrera a la que pertenezca. 
Los candidatos que obtienen la mayoría de los votos en la sesión son investidos como los miembros electos de la Comisión Directiva, y asumen sus cargos el primer día del mes de febrero. Una vez elegidas, las autoridades electas y las autoridades salientes tienen el deber de organizar la transición en conjunto.
El sistema electoral es de sufragio indirecto, ya que los alumnos de las distintas carreras delegan su voto en su Centro de Estudiantes el cual vota a las autoridades de la Federación a través de su Presidente. El fundamento principal de este sistema está dado en que los representantes directos de los alumnos ante la Federación de Estudiantes son los Centros de Estudiantes.